# Amstel Gold Race 1986
La 21e édition de la course cycliste, l'Amstel Gold Race a eu lieu le 26 avril 1986 et a été remportée par le Néerlandais Steven Rooks.

## Classement final
| Pos. | Coureur            | Pays        | Équipe                 | Temps           |
| ---- | ------------------ | ----------- | ---------------------- | --------------- |
| 1    | Steven Rooks       | Pays-Bas    | PDM                    | 6 h 08 min 12 s |
| 2    | Joop Zoetemelk     | Pays-Bas    | Kwantum                | + 0 s           |
| 3    | Ronny Van Holen    | Belgique    | Lotto                  | + 37 s          |
| 4    | Joey McLoughlin    | Royaume-Uni | ANC-Halfords           | + 37 s          |
| 5    | Teun van Vliet     | Pays-Bas    | Panasonic              | + 37 s          |
| 6    | Adrie van der Poel | Pays-Bas    | Kwantum                | + 37 s          |
| 7    | Francesco Moser    | Italie      | Supermercati Brianzoli | + 37 s          |
| 8    | Marc Sergeant      | Belgique    | Lotto                  | + 37 s          |
| 9    | Claude Criquielion | Belgique    | Hitachi                | + 37 s          |
| 10   | Nico Emonds        | Belgique    | Kwantum                | + 37 s          |